# عبد الله داود
عبد الله داوود (1962 - 24 مارس 2010)؛ واسمه الكامل: عبد الله داوود محمود عبد القادر) قيادي سياسي وعسكري في حركة فتح. أبعد من قبل سلطات الاحتلال الاسرائيلي مع مبعدي كنيسة المهد عام 2002.

## سيرة ذاتية
ولد داوود في مخيم بلاطة بنابلس شمال الضفة الغربية في العام 1962، بعد أن هجّرت عائلته عام 1948 من الطيرة، أسرته مناضلة، تنحدر أصولها من طيرة دندن التي طرد أهلها بعد حرب 1948م على أيدي العصابات الصهيونية. درس المرحلتين الأساسية الابتدائية والاعدادية في مدارس الوكالة بالمخيم.
توفي والداه في مرحلة الطفولة، فعاش يتيمًا، وكان جزء من عائلة مناضلة عددها سبعة عشر فرداً، اعتقلت سلطات الاحتلال الإسرائيلي أخاه خالد عام 1969، الذي كان قد شكل مجموعة مسلحة بعد حرب 1967.
تذوق منذ صغره مرارة معاناة أهالي الأسرى عندما كان يزور برفقة إخوته وأخواته شقيقه خالد في سجون الاحتلال، في رحلة عذاب تبدأ منذ ساعات الصباح الباكر وتنتهي في ساعات الليل، حيث تشرب منه روح العمل الوطني، وحب فلسطين، إلى أن قامت سلطات الاحتلال بإبعاد شقيقه من السجن إلى الأردن عام 1979.

## نشاطه النضالي
التحق داوود بصفوف حركة فتح عام 1978، وهو من مؤسسي لجان الشبيبة للعمل الاجتماعي عام 1981، ومن قادة العمل العسكري لحركة فتح داخل الأراضي المحتلة عام 1982، محاصرة جامعة النجاح الوطنية، في 17 يوليو 1992 تم ابعاده إلى الأردن لمدة ثلاث سنوات، هو وناصر عويص وماجد إسماعيل المصري وتم عادتهم إلى ارض الوطن في سنة 1995
كان عضو قيادة حركة الشبيبة الطلابية في جامعة النجاح الوطنية من عام 1982 – 1985، وقد شارك في قيادة انتفاضة عام 1987 بعد خروجه من السجن.
من المهام التي تسلمها: 1995 مدير المخابرات العامة – سلفيت، 1996 مدير المخابرات العامة – قلقيلية، 2000 مدير المخابرات العامة – طولكرم، 2001 مدير المخابرات العامة – بيت لحم. كما تقلّد العديد من المواقع القيادية أثناء فترة إبعاده، وعمل مستشاراً أمنياً في السفارة الفلسطينية لدى الجزائر.

## وفاته
توفي العميد عبد الله داوود في إحدى مستشفيات العاصمة الجزائرية على اثر خضوعه لعملية جراحية بسبب نزيف حاد في القلب وانفجار الشريان التاجي. وكان قد أصيب بجلطة دماغية حادة أقعدته في المستشفى، قبل وفاته.
ونعت حركة التحرير الوطني الفلسطيني "فتح" بنابلس، في بيان صحفي، داود، موضحة أنه أبعد المرة الأولى بالعام 1992 إثر حصار الجيش الإسرائيلي لجامعة النجاح الوطنية لعدة أيام، ويعدّ من ابرز القيادات الوطنية التي قادت الانتفاضة الأولى، وطورد  لفترة طويلة قبل إبعاده. وخلال انتفاضة الأقصى أبعد للمرة الثانية حين كان يعمل قائداً لجهاز المخابرات العامة في محافظة بيت لحم بعد أن تم حصار كنيسة المهد.
ونعى رئيس نادي الأسير قدورة فارس، الأسير المبعد داوود، مشيرا إلى أنه كان من أوائل من التحق بركب الثوار في الانتفاضة الأولى، واعتقل لفترات طويلة قبل الانتفاضة جاوزت السبع سنوات، بالإضافة إلى قرارات الإقامة الجبرية من حكومة الاحتلال بحقه. وأشار فارس إلى أن المناضل داوود «وما أن جاءت انتفاضة الأقصى في العام 2000 حتى كان من أوائل من عاد إلى النضال، وفي العام 2002 بعد حصار كنيسة المهد أبعد هو وآخرين إلى المنفى، واستقر به المطاف في الجزائر».
ونعت سفارة فلسطين في الجزائر داوود «شهيد الوطن والغربة والنضال»، وعاهدته في بيان لها أن «نستمر بالنضال من أجل تحرير فلسطين واقامة الدولة الفلسطينية وعاصمتها القدس».
وفي السياق ذاته، نعت جمعية الصداقة الفلسطينية الجزائرية، في بيان لها، المناضل العميد داود (أبو يوسف)، أحد مبعدي كنيسة المهد، كما نعته اللجنة الإعلامية للقدس في الجزائر. دفن جثمانه في مقبرة مخيم بلاطة بتاريخ 28 مارس 2010م.